# Templeogue
Templeogue (iriska: Teach Mealóg) är en förort till den irländska huvudstaden Dublin. Namnet kommer ifrån det iriska Teach mealóg som betyder St. Melogs hus eller kyrka. 